# Baymunana
Baymunana, pleme Misumalpan Indijanacam možda uže grupe Sumoan (Swanton), ili Miskito Indijanaca (lingvistička klasifikacija), naseljeno južno od rta Cabo Gracias a Dios u Nikaragvi. Prema suvremenoj klasifikaciji baymunana ili baymuna je dijalekt jezika miskito identičan s baldam kojim govore Baldam Indijanci s Tuapi lagune. 